# Acacia spongolitica
Acacia spongolitica é uma espécie de leguminosa do gênero Acacia, pertencente à família Fabaceae.